# 于斯克拉斯迪博斯克
于斯克拉斯-迪博斯克（法語：Usclas-du-Bosc，法語發音：[ysklas dy bɔsk]）是法国埃罗省的一个市镇，属于洛代沃区。

## 地理
于斯克拉斯-迪博斯克（43°43'24"N, 3°24'10"E）面积4.51 平方千米，位于法国奧克西塔尼大區埃罗省，该省份为法国南部沿海省份，南濒地中海，西南接奥德省，西北接塔恩省和阿韦龙省，东北与加尔省接壤。
与于斯克拉斯-迪博斯克接壤的市镇（或旧市镇、城区）包括：勒博斯克、圣让-德拉布拉基耶尔、圣普里瓦。
于斯克拉斯-迪博斯克的时区为UTC+01:00、UTC+02:00（夏令时）。

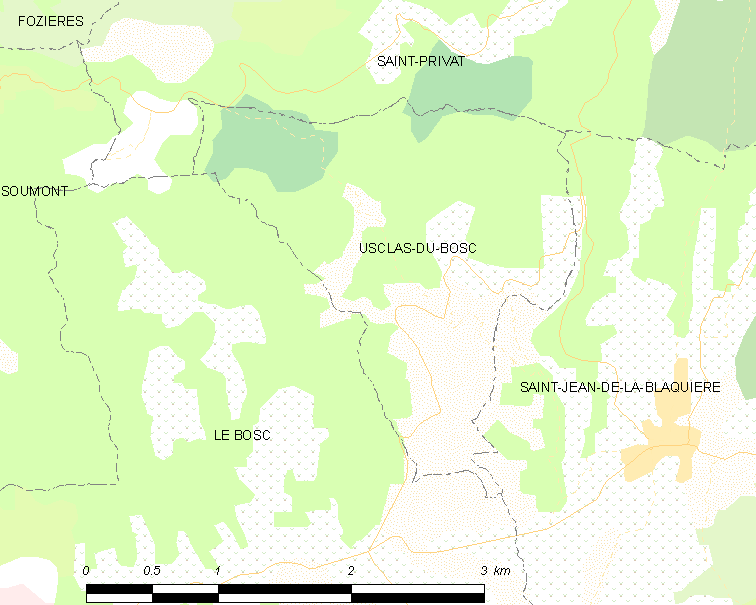
于斯克拉斯-迪博斯克的OSM定位图

## 行政
于斯克拉斯-迪博斯克的邮政编码为34700，INSEE市镇编码为34316。

## 政治
于斯克拉斯-迪博斯克所属的省级选区为洛代沃县。

## 人口

1962-2008年间于斯克拉斯-迪博斯克人口变化图示

于斯克拉斯-迪博斯克于2022年1月1日时的人口数量为248人。